# 포츠담 대학교

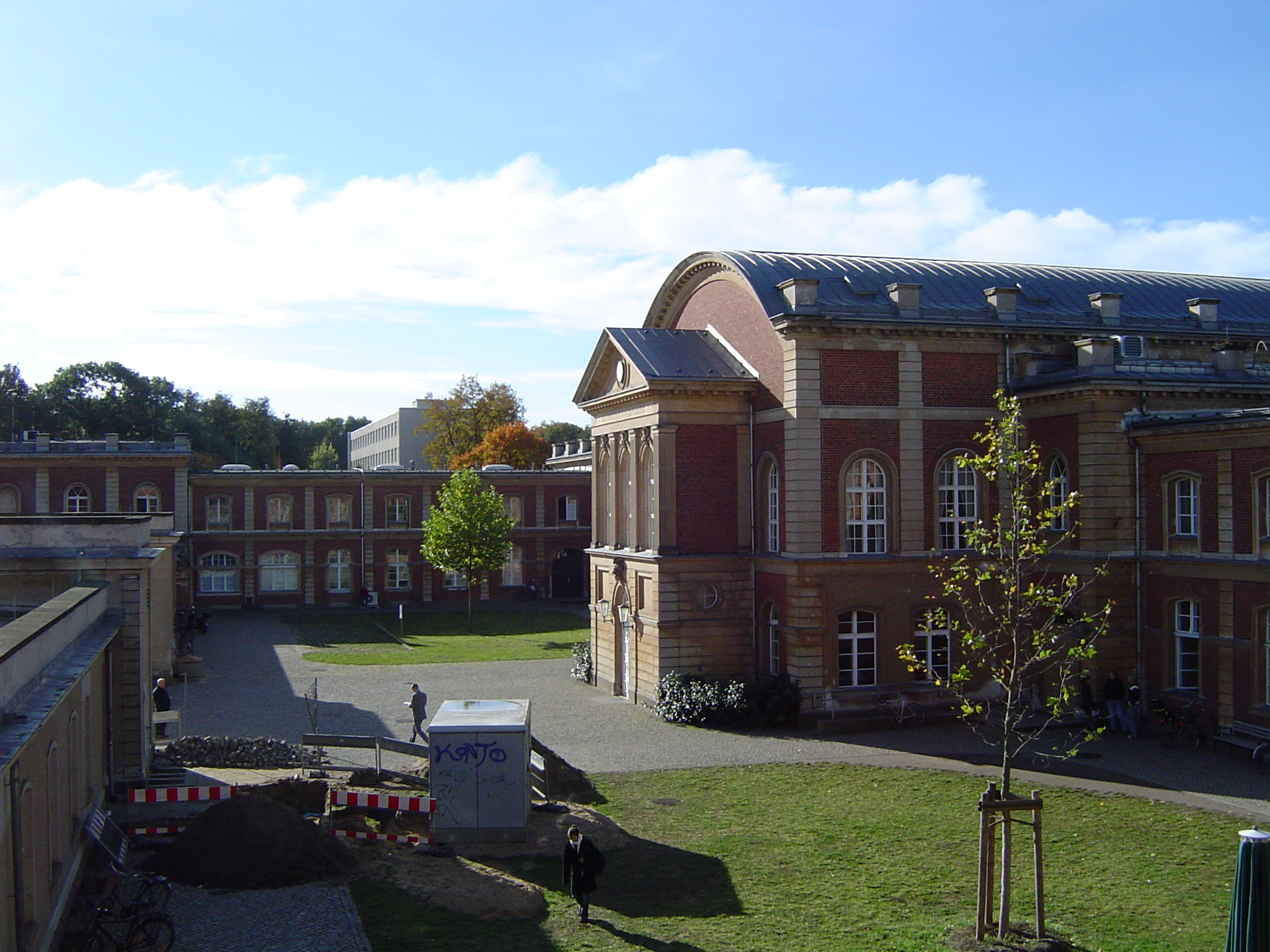
포츠담 대학교

포츠담 대학교(독일어: Universität Potsdam)은 독일의 대학교로, 포츠담에 위치하고 있다.